# Бос (видео-игре)
Бос (енгл. boss) у видео-играма представља изазов у облику непријатеља којим управља рачунар. Борбе са босовима обично представљају врхунац одређене секције игре, често на крају нивоа, јер је бос углавном много јачи од непријатеља с којима се играч сусрео до тада.